# Bảo Sơn, Song Áp Sơn
Bảo Sơn (chữ Hán giản thể: 宝山区, âm Hán Việt: Bảo Sơn khu) là một quận thuộc địa cấp thị Song Áp Sơn, tỉnh Hắc Long Giang, Cộng hòa Nhân dân Trung Hoa. Quận này có diện tích 572 km², dân số 130.000 người, mã số bưu chính 155131. Quận Bảo Sơn được chia thành 7 nhai đạo, 1 trấn và 1 hương.
- Nhai đạo biện sự xứ: Hồng Kỳ, Dược Tiến, Thượng Lưu, Thất Tinh, Sonh Dương, Tân an, Đông Bảo vệ.
- Trấn: Thất Tinh.
- Hương: Chấn Hưng.